# Взаємовідносини у фітоценозі
Взаємовідно́сини у фітоцено́зі — взаємовідносини особин і мероценозів (ценопопуляцій, синузій та ін., рослин, грибів і мікробів), що складають рослинне угруповання. Наявність В. є критерієм відмінності фітоценозу від відкритих угрупувань рослин. Розрізняють стосунки між особинами одного виду (В. внутрішньовидові), між особинами різних видів (В. міжвидові) і відносини між організмами і середовищем. Класифікація взаємовідносин може бути побудована на різних принципах.
1. За приналежністю взаємодіючих популяцій до одного (В. фітоценотичні) або декількох трофічних рівнів (В. біоценотичні; наприклад, відносини  мікроорганізмів і вищих рослин).
2. За рангом взаємодіючих об'єктів розрізняються В. індивідуальні (між окремими видами і популяціями) і В. колективні (між мероценозами і навіть фітоценозами в цілому); таке розділення запропоноване В. С. Іпатовим. В. В. Мазінг[1] розрізняє В. між організмами і середовищем (об'єкт вивчення  аутекології); між особинами одного виду (найчастіше на популяційному рівні); між особинами різних, але екологічно близьких видів (такі В. носять характер конкуренції); між видами різних трофічних рівнів (наприклад, у консорціях); між різними біоморфами (відносно груп екологічно близьких і географічно заміщаючих один одного видів); між організмами різних трофічних рівнів в цілому (кругообіг речовини в екосистемі, потоки енергії і інформації).
3. За механізмами взаємодії об'єктів В. М. Сукачов[2] розрізняє В. за каналами впливу (коакції): контактні (механічні- обхльостування крон, тиск, прорив; фізіологічні — паразитизм, напівпаразитизм), трансабіотичні (вплив видів один на одного через взаємну регуляцію фітосередовища — вологість, температуру, забезпеченість елементами мінерального живлення, через леткі і водорозчинні виділення живих і мертвих тканин — алелопатія) і трансбіотичні (В. популяції в біоценозі через посередника — тварину або рослину; наприклад, як показала Т. К. Горишина, дуб впливає на весняні ефемероїди через популяцію снитки)[3].
4. За результатами взаємодії об'єктів (як окремих особин, так і популяцій), виділяючи позитивні (+), негативні (-) і нейтральні (0) залежно від того, зростає, убуває або залишається незмінною чисельність (чи інша кількісна характеристика) об'єкту одного виду при дії на нього іншого.

Усі дев'ять основних варіантів В. діляться па чотири категорії: нейтральність (00), негативні В. або антагонізм (аменсалізм 0-, конкуренція — -), позитивні В. (коменсалізм 0, симбіоз) і експлуатація (±). У свою чергу симбіоз по мірі облігатності взаємодіючих об'єктів ділиться на протокооперацію і мутуалізм, а експлуатація — на хижацтво (практично не властиво стосункам рослин), паразитизм (напівпаразитизм) і антибіоз.
Конкуренція також підрозділяється на конкуренцію безпосередньої взаємодії і конкуренцію за ресурси середовища (рослинам найчастіше властива друга форма). Необхідно відзначити, що в ході прогресивного розвитку фітоценозу (і взагалі екосистем) проявляється тенденція до зменшення ролі негативних взаємодій за рахунок посилення позитивних, що збільшують виживаність конкуруючих видів. Це досягається за рахунок процесу диференціації екологічних ніш і місць життя у тих популяцій, що складають біоценоз. Конкуренція і алелопатія об'єднуються терміном інтерференція. Одним з виразів В. видів є їх спряженість (див. також типи спряженості між видами).